# Zlatitsa
Zlatitsa (Bulgaars: Златица) is een stad en gemeente in het westen van Bulgarije in de  oblast Sofia. Op 31 december 2018 telde de stad Zlatitsa 4.522 inwoners, terwijl de gemeente Zlatitsa, inclusief 3 nabijgelegen dorpen, 5.188 inwoners had. Tussen 1 april 1978 en 31 augustus 1991 vormden Zlatitsa en Pirdop samen een stad genaamd ‘Srednogorie’.

## Geografie

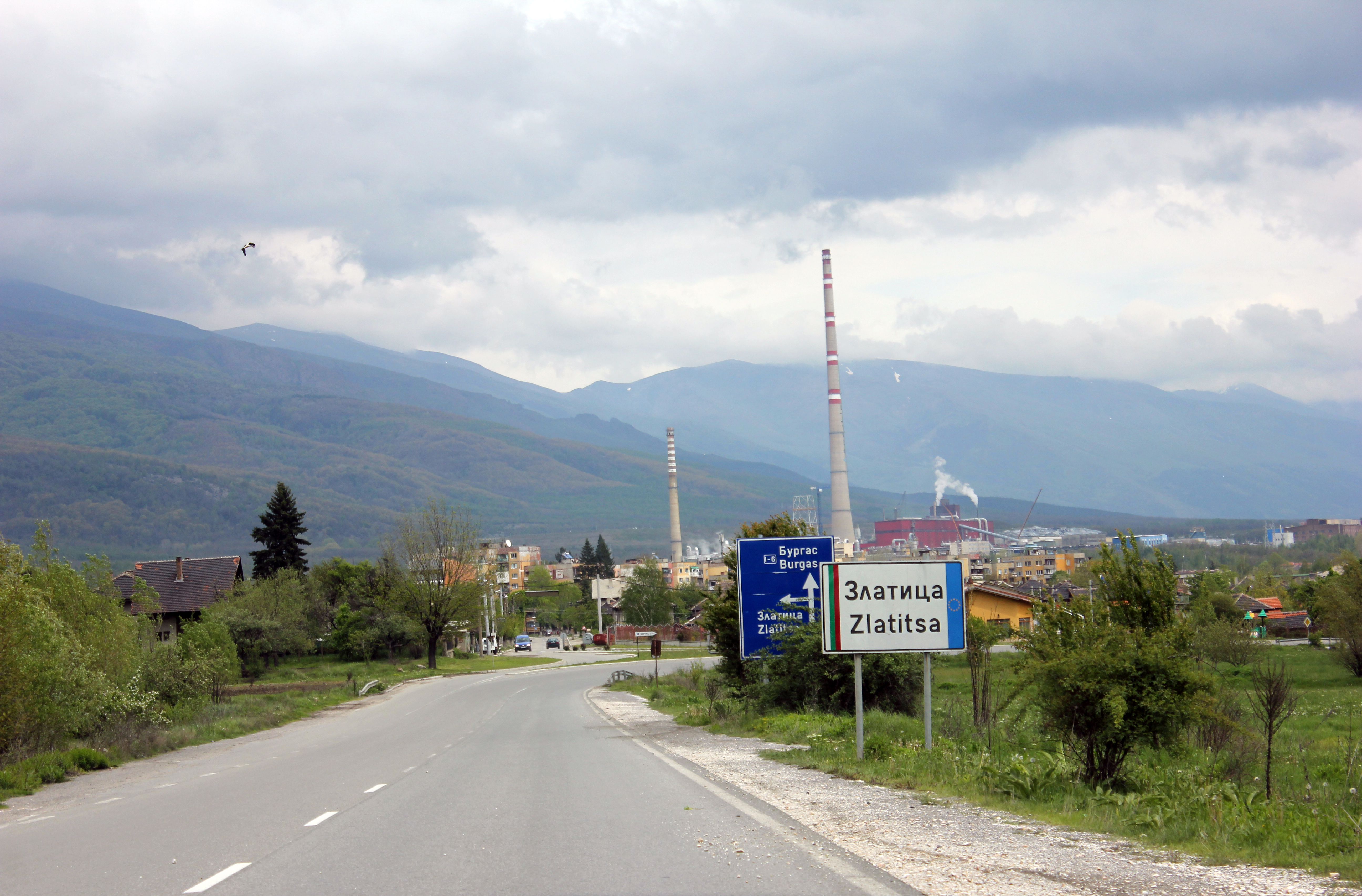
De hoofdweg richting Zlatitsa

Zlatitsa ligt 76 km ten oosten van de hoofdstad Sofia, 27 kilometer ten zuiden van Etropole, 32 kilometer ten noorden van Panagjoerisjte, 2 kilometer ten westen van Pirdop en 32 kilometer ten noordwesten van Koprivsjtitsa.

## Bevolking
Op 31 december 2020 telde de stad Zlatitsa 4.386 inwoners, een daling ten opzichte van de voorafgaande jaren. In 2011 woonden er 5.084 inwoners en begin 21ste eeuw waren dat er 5.789.
Nagenoeg alle inwoners zijn etnische Bulgaren (96%). Er werden ook een aantal Romani-gezinnen geteld (bestaande uit 69 personen, oftewel 3% van de respondenten).

### Religie
De meest recente volkstelling is afkomstig uit februari 2011 en was optioneel. Van de 5.837 inwoners reageerden er 5.303 op de optionele volkstelling, terwijl 534 inwoners het censusformulier onbeantwoord lieten. De meerderheid van de respondenten - 4.985 personen - was lid van de Bulgaars-Orthodoxe Kerk (94% van de ondervraagden, 85% van de bevolking). 
| Religieuze samenstelling van de ondervraagden in februari 2011 | Religieuze samenstelling van de ondervraagden in februari 2011 | Religieuze samenstelling van de ondervraagden in februari 2011 | Religieuze samenstelling van de ondervraagden in februari 2011 | Religieuze samenstelling van de ondervraagden in februari 2011 |
| -------------------------------------------------------------- | -------------------------------------------------------------- | -------------------------------------------------------------- | -------------------------------------------------------------- | -------------------------------------------------------------- |
|                                                                |                                                                |                                                                |                                                                |                                                                |
| Bulgaars-Orthodoxe Kerk                                        | Bulgaars-Orthodoxe Kerk                                        |                                                                | 94,00%                                                         | 94,00%                                                         |
| Katholieke Kerk                                                | Katholieke Kerk                                                |                                                                | 0,00%                                                          | 0,00%                                                          |
| Protestantisme                                                 | Protestantisme                                                 |                                                                | 0,53%                                                          | 0,53%                                                          |
| Islam                                                          | Islam                                                          |                                                                | 0,32%                                                          | 0,32%                                                          |
| Geen                                                           | Geen                                                           |                                                                | 1,79%                                                          | 1,79%                                                          |
| Anders/ Onbekend                                               | Anders/ Onbekend                                               |                                                                | 3,36%                                                          | 3,36%                                                          |

## Gemeente Zlatitsa
De gemeente Zlatitsa bestaat uit 4 nederzettingen: 
- Zlatitsa - Златица, 4.522 inwoners
- Petrisj - Петрич, 197 inwoners
- Karlievo - Карлиево, 172 inwoners
- Tsarkvisjte - Църквище, 267 inwoners

Anton ·
Bozjoerisjte ·
Botevgrad ·
Dolna Banja ·
Dragoman ·
Elin Pelin ·
Etropole ·
Godetsj ·
Gorna Malina ·
Ichtiman ·
Koprivsjtitsa ·
Kostenets ·
Kostinbrod ·
Mirkovo ·
Pirdop ·
Pravets ·
Samokov ·
Slivnitsa ·
Svoge ·
Tsjavdar ·
Tsjelopetsj ·
Zlatitsa